# Tin Lučin
Tin Lučin (Rijeka, 16. kolovoza 1999.) hrvatski je rukometaš koji igra za RK NEXE Našice i hrvatsku reprezentaciju. 
Lučin je seniorsku karijeru započeo igrajući za RK Kozalu, zatim RK Zamet gdje je svoje igračke sposobnosti pokazao u utakmicama hrvatske Premijer Lige i EHF kupa. Nakon jedne sezone u Zametu prelazi u PPD Zagreb. Igrao je još jednu sezonu u Zametu zbog nedostatka minutaže u Zagrebu. Osvojio je Premijer ligu u sezoni 2017.-'18. i Kup Hrvatske 2018. 
Lučin je od 2019. igrao u španjolskoj ligi s Ademarom Leónom. Potpisao je ugovor s poljskim prvoligašem Wisła Płock 2021. godine. S Wisłom je osvojio Kup Poljske 2022. i 2023. te 3. mjesto u EHF Europskoj ligi 2022. godine.

## Reprezentacija
Na Europskom prvenstvu do 18. godina u Hrvatskoj 2016. osvojio je srebrnu medalju s hrvatskom mladom reprezentacijom.
Sa seniorskom reprezentacijom Hrvatske osvojio je 8. mjesto na Europskom prvenstvu 2022., postigavši 28 golova u sedam utakmica.
Rukometom se bavi i njegov mlađi brat Fran Lučin kao rukometni vratar.
Bio je član hrvatske reprezentacije koja je osvojila srebro na Svjetskom prvenstvu u Hrvatskoj, Danskoj i Norveškoj 2025.